# Öde „Runder Burren“
Die Öde „Runder Burren“ ist ein vom Landratsamt Münsingen am 31. Mai 1955 durch Verordnung ausgewiesenes Landschaftsschutzgebiet auf dem Gebiet der Stadt Hayingen. 

## Lage
Die Öde „Runder Burren“ liegt etwa 1 km westlich von Hayingen auf dem Flurstück Nr. 5945 direkt südlich des Naturschutzgebiets Digelfeld. Sie liegt im Naturraum Mittlere Flächenalb.

## Landschaftscharakter
Der Runde Burren ist eine beinahe halbkugelförmige Kuppe auf der Albhochfläche, die mit einer Wacholderheide bewachsen ist. Sie wurde traditionell als Schafweide genutzt.